# Shuntarō Fujita
Shuntarō Fujita (藤田俊太郎, Fujita Shuntarō), né le 24 avril 1980 à Akita, est un metteur en scène de théâtre et de comédie musicale japonais. Il est également photographe et bassiste.

## Biographie

### Formation et rencontre avec Ninagawa
Enfant introverti, Shuntarō Fujita se désintéresse très tôt de l'école et passe une grande partie de sa jeunesse dans une salle d'arcade. Il abandonne ses études secondaires, trouve un travail et s'instruit en autodidacte. A vingt ans, il réussit l'examen d'entrée pour intégrer l'Université des arts de Tokyo.
Au sein de la Faculté des Beaux-Arts, il suit les cours donnés par Tokihiro Satō, Daidō Moriyama et Hideki Noda, des artistes qu'il admire.
D'abord intéressé par le cinéma puis la photographie, il est subjugué par le Hamlet mis en scène par Yukio Ninagawa et abandonne une nouvelle fois ses études pour rejoindre la compagnie théâtrale de ce dernier. Il débute en tant qu'acteur en incarnant Peter, un serviteur des Capulet, dans Roméo et Juliette. Très vite, il réalise que la carrière de comédien ne lui convient pas.
Par la suite, il devient l'assistant de Ninagawa, un poste qu'il occupera durant près d'une décennie.

### Des débuts fulgurants
En 2011, alors âgé de 31 ans, Shuntarō Fujita fait ses débuts en tant que metteur en scène avec une comédie centrée sur Noël.
Il se fait remarquer dès 2015 avec The Beautiful Game. Sa mise en scène est couronnée par le 22e prix des Yomiuri Theatre Award et le prix Sugimura Haruko.
En 2017, sa vision de Jersey Boys lui permet de décrocher à nouveau le 24e prix des Yomiuri Theater Award et de remporter le prestigieux Kikuta Kazuo Award. Cette même année, il met en scène la pièce de John Patrick Shanley, Danny and the Deep Blue Sea, qui rencontre un certain engouement.
Début 2019, il monte le revival de la comédie musicale Violet à Londres, au Charing Cross Theatre.

### Confirmation
En 2020, Shuntarō Fujita travaille sur la production japonaise de Nine, comédie musicale culte signée Maury Yeston et Arthur Kopit. Le succès est au rendez-vous. Cette version très remarquée remporte plusieurs prix lors des Yomiuri Theatre Award : meilleur acteur pour Yū Shirota, meilleure comédie musicale et meilleure mise en scène.
En 2023, il dirige Victoria, d'après la nouvelle d'Ingmar Bergman. La pièce est portée par une seule comédienne, Shinobu Ōtake.
Courant 2024, son travail est à nouveau salué sur Rabbit Hole et Ragtime : il est lauréat du Grand Prix et du Prix du Meilleur metteur en scène aux 31e Yomiuri Theater Awards. 
En 2025, il reçoit le Prix d'encouragement des arts pour les nouveaux artistes grâce à sa mise en scène du Roi Lear et le revival japonais de VIOLET.
En 2026, il est annoncé sur le projet d'envergure Issa in Paris. Écrite par la parolière Chikae Takahashi et composée par Maury Yeston, la comédie musicale retrace le périple fantasmé du poète Kobayashi Issa en France.

### Activités annexes
En parallèle à sa carrière de metteur en scène, Shuntarō Fujita a aussi été le bassiste du groupe de visual kei Nijiiro Bunny.
Il a également été le photographe attitré de Yukio Ninagawa.

## Principales productions
- 2015 : La Petite Sirène
- 2015 : The Beautiful Game
- 2016 / 2018 / 2022 / 2023 / 2025 : Jersey Boys
- 2017 / 2018 / 2019 : Peter Pan
- 2017 / 2018 / 2019 / 2020 / 2021 / 2022 / 2023 / 2024 / 2025 : Love Letters
- 2017 : Danny and the Deep Blue Sea
- 2018 / 2020 : Jersey Boys in concert
- 2019 / 2020 / 2024 : VIOLET
- 2020 / 2024 : Shakespeare in Tenpo 12
- 2020 : Nine
- 2022 : Mineola Twins
- 2023 : Rabbit Hole
- 2023 : Victoria
- 2023 : Ragtime
- 2023 : Tokyo Rose
- 2024 : Le Roi Lear
- 2025 : Take Me Out
- 2026 : ISSA in Paris